# Абдусамедов, Анвар Ишанханович
Анва́р Ишанха́нович Абдусаме́дов (27 декабря 1927, Ташкент, РСФСР, СССР — 9 марта 2018, Ташкент, Республика Узбекистан) — советский и узбекский религиовед. Доктор философских наук, профессор. Один из авторов «Атеистического словаря».

## Биография
В 1965 году в Ташкентском государственном университете имени В. И. Ленина защитил диссертацию на соискание учёной степени кандидата философских наук по теме «Советская школа и воспитание атеистического мировоззрения у подрастающего поколения: (По материалам УзССР)».
В 1978 году защитил диссертацию на соискание учёной степени доктора философских наук по теме «Общие закономерности и специфика становления и развития научно-материалистического атеистического мировоззрения в регионах, миновавших стадию капитализма» (специальность 09.00.06 — научный атеизм).
Профессор кафедры «Основы духовности и религиоведения» Национального университета Узбекистана имени  Мирзо Улугбека.
Сын — Нодир Анварович Абдусамедов, кандидат философских наук.

## Научные труды

### Монографии
- Абдусамедов А. И., Касурас Д. Г. Антикоммунизм — главное оружие империализма. — Ташкент: Узбекистан, 1967. — 33 с.
- Абдусамедов А. И. Методика лекционной пропаганды по научному атеизму. — Ташкент: Узбекистан, 1982. — 31 с. — («Лекторское мастерство». № 13).
- Абдусамедов А. И. Современная идеологическая борьба и религия. — Ташкент: О-во "Знание" УзССР, 1983. — 23 с. — (В помощь лектору).
- Ислам в СССР : Особенности процесса секуляризации в республиках советского Востока / А. И. Абдусамедов, И. Ш. Алискеров, А. А. Артыков и др.; Редкол.: Э. Г. Филимонов (отв. ред.) и др.;  Акад. обществ. наук при ЦК КПСС, Институт науч. атеизма. — М.: Мысль, 1983. — 173 с.
- Абдусамедов А. И. Социальный прогресс и ислам. — Ташкент: Узбекистан, 1984. — 152 с.
- Абдусамедов А. И., Шамухамедов Ш. Ш. Ураза: (Происхождение, сущность, вред). — Ташкент: О-во "Знание" УзССР, 1985. — 19 с.
- Абдусамедов А. И. Совершенствование системы атеистического воспитания в свете требований XXVII съезда КПСС и XXI съезда Компартии Узбекистана. — Ташкент: О-во "Знание" УзССР, 1986. — 23 с. — (В помощь лектору).
- Ислам и атеизм в вопросах и ответах / Абдурасулова Т., Абдурасулов М., Абдусамедов А. И. и др.; Редкол.: А. Кучкаров и др.; Межресп. фил. Института науч. атеизма АОН при ЦК КПСС в г. Ташкенте. — Ташкент: Узбекистан, 1986. — 252 с.
- Абдусамедов А. И., Балтанов Р. Г., Ацамба Ф. М., Кириллина С. А. Глава X. Ислам // Основы религиоведения. Учеб. / Ю. Ф. Борунков, И. Н. Яблоков, М. П. Новиков и др.; Под ред. И. Н. Яблокова. — М.: Высшая школа, 1994. — С. 159—170. — 368 с. — ISBN 5-06-002849-6.